# Gonodonta choninea
Gonodonta choninea là một loài bướm đêm trong họ Noctuidae.